# Scleraner
Scleraner is een geslacht van kreeftachtigen uit de klasse van de Ostracoda (mosselkreeftjes).

## Soorten
- Scleraner chacaoi (Hartmann, 1965) Kornicker, 1975
- Scleraner trifax Kornicker, 1994